# Rakov Potok
Rakov Potok es un pueblo de Croacia en el condado de Zagrev. Está conectado por la autovía D1.
Se sabe que el área tiene varias fosas comunes de la Segunda Guerra Mundial. En 2011, se supo que el área probablemente contenía los restos del último gobernador del Estado Independiente de Croacia, ejecutado en 1945.

## Población
Según el censo de 2011, Rakov Potok contaba con una población de 1134 habitantes.
| 397        | 444 | 482 | 561 | 635 | 660 | 714 | 871 | 858 | 864 | 859 | 884 | 989 | 1005 | 1049 | 1134 |
| (Fuente: ) |     |     |     |     |     |     |     |     |     |     |     |     |      |      |      |